# U-157 (1941)
U-157 — большая океанская немецкая подводная лодка типа IX-C, времён Второй мировой войны. 
Заказ на постройку лодки был отдан судостроительной компании АГ Везер в Бремене 25 сентября 1939 года. Лодка была заложена 21 октября 1940 года под строительным номером 999, спущена на воду 5 июня 1941 года, 15 сентября 1941 года под командованием корветтен-капитана Вольфа Хенне вошла в состав учебной 4-й флотилии. 1 июня 1942 года вошла в состав 2-й флотилии. Лодка совершила 2 боевых похода, в которых потопила 1 судно (6 401 брт). 13 июня 1942 года потоплена глубинными бомбами корабля береговой охраны ВМС США USS Thetis к северо-востоку от Гаваны, Куба в районе с координатами 24.13N, 82.03W. Все 52 члена экипажа погибли.